# الروضة (المضيبي)
الروضة منطقة سكنية تقع في ولاية المضيبي، التابعة لمحافظة شمال الشرقية في سلطنة عمان. يقدر عدد سكانها بـ 3715 نسمة حسب إحصاء عام 2010 التابع للمركز الوطني للإحصاء والمعلومات الحكومي. رمز المنطقة هو 90210350.توجد بها قبيلة الجهمني في الروضه وهم قبيلة منفصله

## الوصلات الخارجية
- المركز الوطني للإحصاء والمعلومات، سلطنة عمان